# Тебердинський заповідник
Тебердинський заповідник (рос. ФГБУ «Тебердинский государственный природный биосферный заповедник») — державний природний біосферний заповідник.
Тебердинський заповідник розташований на північних схилах Великого Кавказу в межах Карачаєвського, Зеленчуцького і Урупського районів Карачаєво-Черкеської Республіки.

## Історія
У січні 1935 році рішенням Карачаєвського облвиконкомуорганізовано заказник місцевого значення, а 5 березня 1936 року постановою № 40 центрального виконавчого комітету і Ради народних комісарів РРФСР винесено рішення "Про утворення Тебердинського високогірного акліматизаційного повного державного заповідника". Цією постановою забороняється на всій території заповідника експлуатація лісу, полювання і риболовля, але допускалося користування пасовищами і курортний розвиток території.
Через зміну адміністративних меж у січні 1944 року Тебердинський заповідник переданий у підпорядкування Управлінню по заповідниках Грузинської РСР.
В 1951 році підпорядкований Головному управлінню по заповідниках при Раді Міністрів СРСР.
З 1955 року Тебердинський заповідник знаходився у підпорядкуванні Міністерства сільського господарства СРСР, потім перейшов у відання Головного управління мисливського господарства заповідників при Раді Міністрів РРФСР.
З 1991 року Тебердинський заповідник знаходився у підпорядкуванні Державного комітету РФ по охороні навколишнього середовища (Держкомекологія Росії).
З 2000 року Тебердинський заповідник перебуває у підпорядкуванні Міністерства природних ресурсів і екології Російської Федерації (Мінприроди Росії).
У 1971 році від Тебердинського заповідника була відчужена територія Домбайського туристичного комплексу площею 112,5 га. 
З 2009 року під охорону Тебердинському заповіднику передано Державний природний заказник федерального значення «Даутський», площею 74 900 га. 

## Склад заповідника
Складається з двох ділянок: Тебердинської (66 059 га) і Архизької (19 270 га), а також біосферного полігону, площею 27 277 га, який з'єднав дві кластерних ділянки заповідника між собою і з територією Кавказького біосферного заповідника. Таким чином, загальна площа Тебердинського біосферного заповідника 112606 га. 

## Природа
Розташований на північних схилах Головного Кавказького хребта. 
31,7 % — території займають ліси, 20 % — луки, 8,5 % — льодовики, 38,4 % — скелі і осипи, 0,7 % — води. 
У заповіднику налічується близько 180 озер. Славляться красою, зокрема, Бадукські озера. Максимальна глибина озер 30-50 м. Майже всі озера знаходяться на висотах понад 2000 м. Багато озер важкодоступні. Більшість з них виникла при таненні льодовиків. Вік озер 200-1000 років, за винятком озера Каракель в місті Теберді, яке виникло при відступі стародавнього Тебердинського льодовика. Майже всюди чути дзюрчання гірських річок, струмків або шум водоспадів. Річки на території заповідника мають снігове і льодовикове живлення. Всього нараховується 30 річок. Протікаючи по крутих схилах, вони часто утворюють пороги і величезні водоспади (Алібекський, Хутийський). Найбільші річки: Теберда, Аманауз, Алібек, Домбай-Йольген (Домбай-Ульген), Гоначхир, Бадук, Уллу-Муруджу, а на Архизькій ділянці — Кізгич. На території заповідника є 109 льодовиків загальною площею 74,3 кв. км. і 530 лавиноскидів, з яких періодично взимку і навесні зриваються потужні снігові лавини.
Найнижча точка заповідника — гирло річки Джамагат — знаходиться на висоті 1260 м. найвища точка — гора Домбай-Ульген висотою 4047 м, а 85 % території заповідника знаходиться вище 2000 м над рівнем моря.

## Статус
Тебердинський заповідник є природоохоронним, науково-дослідним та еколого-просвітницьким закладом федерального значення. У 1994 році заповіднику вручено Диплом Ради Європи I ступеня. В 1997 році заповідник здобув статус біосферного з включенням у світову мережу біосферних резерватів.

## Флора і фауна

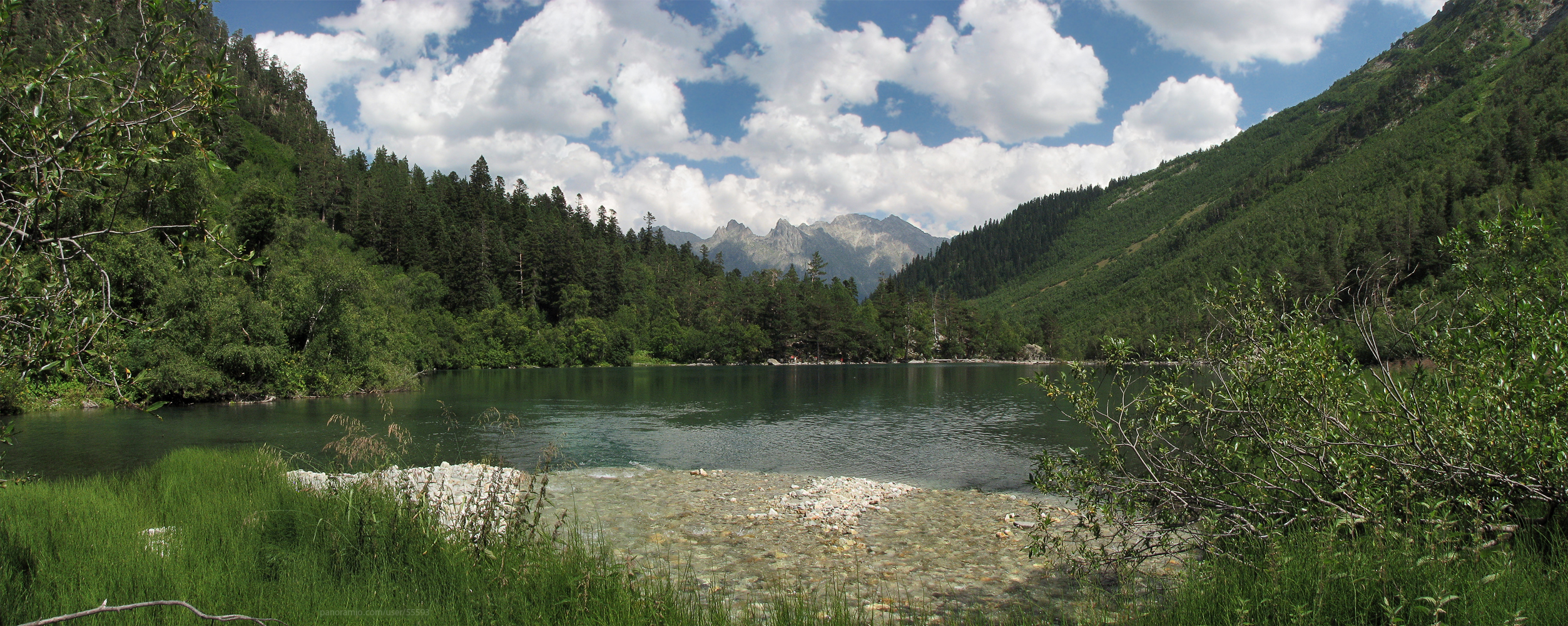
Третє Бадукське озеро

На території заповідника зростають 1207 видів судинних рослин, 470 видів мохів, понад 300 видів лишайників, понад 100 видів наземних водоростей, 500 видів грибів. 272 є ендеміками Кавказу. 26 видів занесені в Червону книгу Росії: півонія Вітмана, первоцвіт почколистий, бруслина карликова, тис ягідний та інші.
У заповіднику мешкають 46 видів ссавців, 225 видів птахів, 10 видів плазунів, 7 видів амфібій, 3 види риб і більше 3000 видів комах. 31 вид тварин входить в Червону книгу Росії. Наприклад: зубр, кавказька видра, сапсан, бородач, махаон, аполлон тощо.